# Mursa disparatalis
Mursa disparatalis là một loài bướm đêm trong họ Noctuidae.